# Vorklebice
Vorklebice (německy Worklewitz) jsou malá vesnice, část obce Kobyly v okrese Liberec. Nachází se asi jeden kilometr severně od Kobyl. Vorklebice leží v katastrálním území Kobyly o výměře 7,47 km².

## Historie
První písemná zmínka o vesnici pochází z roku 1547.

## Galerie

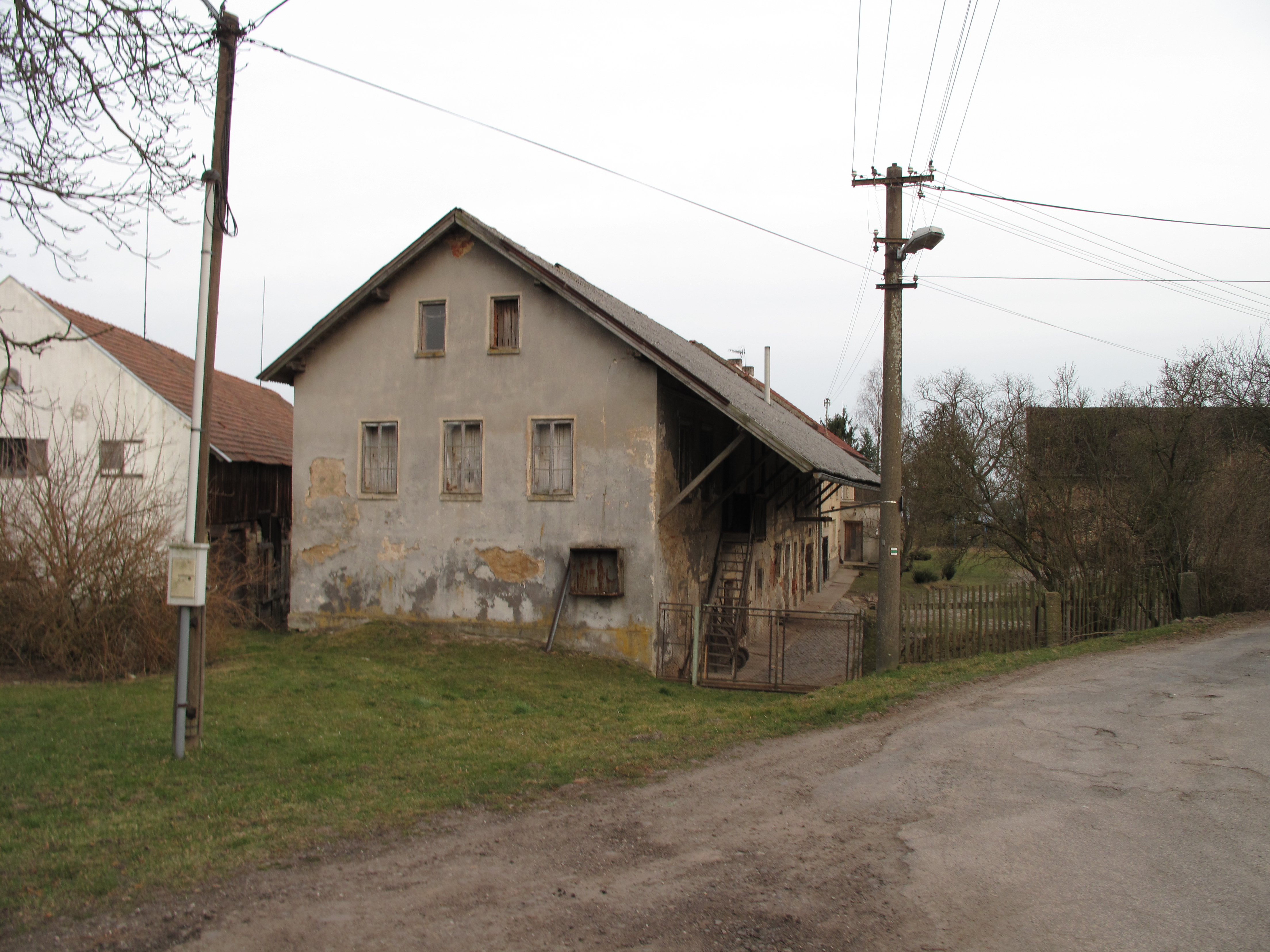
Hospodářský dům
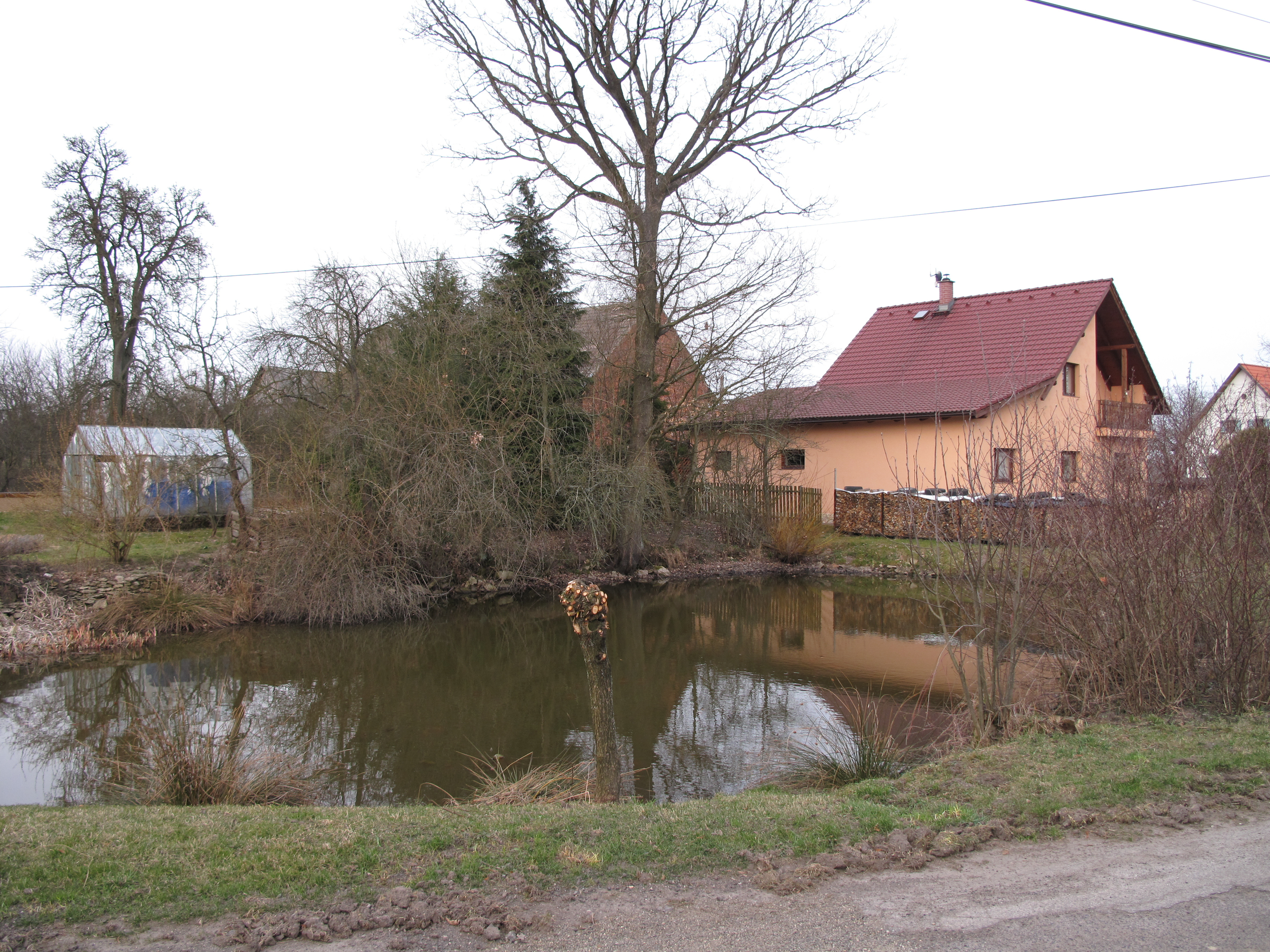
Rybník na návsi